# The Sims 3
The Sims 3 je videohra, kterou vytvořilo The Sims Studio. Produkovala ji společnost Electronic Arts. Hra vyšla 2. června 2009. Jedná se o simulátor života. The Sims 3 navazuje na videohru The Sims 2. Je dostupná pro OS X, Microsoft Windows a smartphony, od října 2010 také pro konzole jako jsou PlayStation 3, Xbox 360 a Nintendo DS. V listopadu 2010 vyšla verze i pro Wii. Verze pro Windows Phone byla vydána 15. října 2010. 27. března 2011 vyšla hra pro Nintendo 3DS.
Hra vyobrazuje simulaci života stejně jako její předchůdci The Sims a The Sims 2. Hráč ovládá akce a osudy svých postav, Simíků, stejně jako jejich domů a čtvrtí. The Sims 3 rozšiřuje předchozí hry o systém otevřeného světa, kde jsou sousedství zcela otevřená pro pohyb simíků bez načítání obrazovek. Je představen nový nástroj pro návrh, nástroj Vytvořit styl, který umožňuje předělat každý objekt, oblečení a vlasy do jakékoli barvy, materiálu nebo vzoru.
Videohra The Sims 3 slavila obchodní úspěch a v prvním týdnu se prodalo 1,4 milionu kopií. Kritici hodnotili hru převážně kladně, celkové hodnocení bylo 86/100 (od Metacritic). Od vydání hry v roce 2009 se celosvětově prodalo přes deset milionů kopií, což z ní činí jednu z nejprodávanějších počítačových her všech dob. Má jedenáct rozšiřujících dodatků. Pokračování, The Sims 4, vyšlo v září 2014 pro PC a v listopadu 2017 pro konzole.

## O hře
Stejně jako v předchozích dvou hrách této série, i v The Sims 3 hráč řídí své vlastní aktivity a vztahy. Hra nemá stanovený cíl. Simíci žijí ve čtvrtích, nyní se oficiálně označují jako „světy“, které lze přizpůsobit, což umožňuje hráči vytvářet své domy, komunitní pozemky a Simíky. Tyto světy jsou nyní otevřené, což umožňuje všem Simíkům volně se pohybovat bez načítání obrazovky při přechodu mezi pozemky, jako tomu bylo v předchozích hrách. Sousedství tedy zahrnuje komunitní pozemky, které mohou být pozemky pro volný čas (jako jsou parky, tělocvičny a kina) a pracovní místa (radnice, nemocnice, podniky). Vzhledem k tomu, že sousedství je otevřené, hra obsahuje mechaniku „Story Progression“, která umožňuje všem Simíkům v sousedství autonomně pokračovat ve svém životě, aniž by je hráč kdykoli ovládal. To pomáhá posouvat příběh celého sousedství. Simíci žijí po stanovenou dobu nastavitelnou hráčem a postupují v několika životních fázích (kojenec, batole, dítě, dospívající, mladý dospělý, dospělý a starý). Simíci mohou zemřít na stáří nebo mohou zemřít předčasně z jiného důvodů, jako je požár, hlad, utonutí a rána elektrickým proudem.
Základním světem ve hře je Sunset Valley (ve verzi pro konzole je hlavním světem Moonlight Bay), zatímco lze získat zdarma další svět s názvem Riverview. Všechny rozšiřující dodatky lze zakoupit v The Sims 3 Store za SimPoints. Kromě dodatků Hrátky osudu a Roční období všechny zahrnují nový svět. Navíc Sunset Valley a několik dalších dostupných světů má určitou míru propojení s dějem vytvořeným v předešlých hrách The Sims a The Sims 2. Ve hře Sunset Valley se uvádí, že se jedná o stejný svět jako v původních hrách, jen v jiné době. Ve všech světech v The Sims 3 se objevuje několik předem připravených postav, které lze potkat i v jiných The Sims hrách, mnoho z těchto Simíků se zde vyskytuje v mladší podobě.
Pracovní příležitosti, přesčas nebo plnění úkolů, mohou přinést zvýšení platu, peněžní bonus nebo posílení vztahů na pracovišti. Výzvy se vyskytují náhodně na základě životního stylu každého Simíka a jsou z oblastí vztahů, dovedností a práce. Dovednostní příležitosti jsou převážně žádosti sousedů nebo členů světa vašich Simíků o vyřešení problémů pomocí vašich získaných dovedností, a to za peníze nebo odměny v podobě zlepšení vztahu s daným Simíkem.
Nový systém odměn Přání nahrazuje systém Přání a Obavy, které byly v předchozí hře The Sims 2. Splnění přání Simíka přispívá ke skóre jeho celoživotního štěstí, které umožňuje hráčům zakoupit celoživotní odměny.
Tato hra přináší velkou změnu v oblasti přizpůsobení věcí pomocí nástroje „Vytvořit styl“. Tímto způsobem je každý předmět nebo kus oblečení ve hře zcela přizpůsobitelný, pokud jde o barvu (kterou lze vybrat z barevného kruhu), materiál (plast, kámen, tkanina, dřevo ...) nebo designový vzor.

### Vytvořit Simíka
The Sims 3 představuje mnohem více možností přizpůsobení postav než předchozí hra The Sims 2. Stejně jako předtím si hráč může přizpůsobit věk, stavbu těla, barvu pleti, účesy, oblečení a osobnost. Mezi dospíváním a dospělostí je zahrnuta nová životní etapa: mladá dospělost. Tato fáze byla představena v The Sims 2 pouze během univerzitního období, ale nyní je hlavní životní fází hry. Do rozšíření a aktualizací byly přidány další možnosti, například tetování, velikost prsou a svalů.

## The Sims 3
Nové sousedství Sunset Valley je živé a neomezené. Ve hře se budete smět pohybovat bez načítacích obrazovek mezi všemi lokacemi hry, což výrazně zlepší plynulost hraní. Po městě se bude možné pohybovat pěšky, autem či na kole.
Aspektem The Sims 3, je kompletně přepracovaný, velmi realistický editor tvorby Simů. Hráč již v podstatě není ničím omezen a své Simy si tvoří zcela podle svých představ. Editor tvorby Simů: CAS bude nově obsahovat svobodnou volbu při výběru barev či vzorů šatů, ale i bot a ponožek či si bude možné zvolit různou barvu vlasů od kořínků až po konečky. Nově také bude možné přidělit každé osobě pět odlišných vlastností. Mezi ně patří například odvaha, umělecké sklony, vlezlost, vegetariánství, puntičkářství, kleptomanie, romantičnost, nešikovnost, stihomam a mnoho dalších.
V módu stavění nyní lze nábytek umisťovat kamkoliv v jakémkoliv úhlu a hráč již není omezován čtvercovou sítí. Objekty lze natáčet i úhlopříčně. Stejně jako při tvorbě oblečení lze měnit povrchy a barvy nábytku.

## Datadisky
- TS3: Cestovní horečka (TS3: World Adventures), 18. listopadu 2009 – Možnost cestování do tří zemí (Čína, Egypt, Francie)
- TS3: Povolání snů (TS3: Ambitions), 1. června 2010 – Možnost výběru z více povolání a ovlivňování jejich průběhu, jako například hasič, architekt nebo lovec duchů. V kombinaci s datadiskem Cestovní horečka také fotografové nebo výrobci nektaru
- TS3: Po setmění (TS3: Late Night), 26. října 2010 – Možnost stát se celebritou nebo režisérem, párty, mrakodrapy, bazény na poschodí a upíři atd.
- TS3: Hrátky osudu (TS3: Generations), 3. června 2011 – Možnost rozvoje etap simíkovského života, nové předměty (př.: kočárky, spacáky a palandy ), točitá schodiště, nové vlastnosti, interakce pro děti atd.
- TS3: Domácí mazlíčci (TS3: Pets), 20. října 2011 – Do hry přichází zvířata a poprvé v historii The Sims se dočkáme koní a jednorožce !
- TS3: Showtime (TS3: Showtime), 6. března 2012 – Zaměřuje se na kariéru hvězdy showbyznysu. možnost stát zpěvákem, akrobatem, kouzelníkem, nebo být dokonce Dj.
- TS3: Obludárium (TS3: Supernatural), 7. září 2012 – Nadpřirozený život ve světě plném kouzel, záhad (např. víly, upíři, vlkodlaci, zombie, čarodějnice).
- TS3: Roční období (TS3: Seasons), 15. listopadu 2012 – Dodatek přináší festivaly, pro každé roční období jeden, ty jsou doprovázeny oslavami svátků (např. Halloween, Vánoce a dušičky, rozmary počasí, které ovlivňují nálady simíků, možnost upéct moučník, vyřezat si dýni či setkat se s mimozemšťany. Také dvě nové vlastnosti – „milovník zimy“ a „milovník tepla“.
- TS3: Studentský život (TS3: University life) 7. března 2013 – Dodatek vašim simíkům přináší život na univerzitě, budou chodit na zkoušky a na přednášky, potom budou maturovat.
- TS3: Tropický ráj (TS3: Island Paradise) 27. června 2013 – Dodatek vaším simíkům přidá možnost prozkoumávat exotický ostrov, kde se budou projíždět po pobřeží loďkou. Dále se mohou věnovat šnorchlování, objevování nových ostrovů či manažerství hotelu. Možností trávení času je také poklidná plavba kolem ostrovů s vaším hausbótem a objevování ztracených pokladů při potápění.
- TS3: Do budoucnosti (TS3: Into the future) 24. října 2013 – Nažhavte časový portál a vyšlete své Simíky někam, kde rozhodně ještě nikdy nebyli: do úplně nového světa, který se nachází ve stovky let vzdálené budoucnosti! Simíci se tam mohou seznámit s technologií budoucnosti a získat novou dovednost Pokročilá technologie. Ať už se vaši Simíci prohánějí na vznášedlech nebo si poletují s jetpackem, cestují jednokolejkou nebo tubusovým výtahem, zkoušejí atraktivní futuristické účesy nebo módní kreace, mají příležitost prozkoumat celý nový svět a pořádně si s ním zaexperimentovat.

## Minidatadisky (kolekce)
- TS3: Luxusní bydlení (TS3: High End Loft) – 3. února 2010
- TS3: Na plný plyn (TS3: Fast Lane) – 8. září 2010
- TS3: Zahradní mejdan (TS3: Outdoor Living) – 1. února 2011[5]
- TS3: Moje městečko (TS3: Town Life Stuff) – 26. července 2011
- TS3: Přepychové Ložnice (TS3: Master Suite Stuff) – 24. ledna 2012
- TS3: Sladké Radosti Katy Perry (TS3: Sweet Treats) – 6. června 2012
- TS3: Diesel (TS3: Diesel) – 13. července 2012 Oblečení od
- TS3: Styl 70., 80. a 90. let (TS3: 70s, 80s, & 90s) – 25. ledna 2013
- TS3: Filmové rekvizity (TS3: Movie) – 12. září 2014

## Města
- TS3: Barnacle Bay (TS3: Barnacle bay) – Simíky lze přestěhovat do Pirátské zátoky a na oběd zajít do lodě.
- TS3: Horské lázně (TS3: Hidden springs) – Lze relaxovat v horách, zajít si do denních lázní. Simíci si mohou koupit Studnu mládí a mohou se omladit, ale pokud se to nepovede, jejich dobrá vlastnost se změní v zlou.
- TS3: Lunární jezera (TS3: Lunar lakes) – Simíci se mohou přestěhovat na cizí planetu. Lze zakoupit Strom prosperity, jehož ovoce po snědení dobíjí dovednosti.
- TS3: Lucky Palms (TS3: Lucky palms) – Simíci se mohou přestěhovat do písečné oázy či bydlet u řeky. Mohou si též zpřístupnit Studnu přání a přát si tak bohatství, lásku, dítě, spokojenost či moc.
- TS3: Slunečné pobřeží (TS3: Sunlit Tides) – Simíci se nyní mohou opalovat na písečném ostrově podobném Havaji.
- TS3: Monte Vista (TS3: Monte Vista) – Italská vesnička s nádechem středověku.
- TS3: Aurora Skies (TS3: Aurora Skies) – Toto malebné město na pobřeží přináší to nejlepší, co si můžete přát pro harmonické bydlení: dostatečně prostorné pozemky v přátelské a ekologicky smýšlející komunitě, majestátní vodopády, které končí v geotermálním jezeře, i horkovzdušné balony, kterými budete brázdit pestrobarevnou noční oblohu. K dostání 21. února 2013
- TS3: Dragon Valley (TS3: Dragon Valley) – Dračí údolí, vaši simíci prozkoumají zbrusu nový svět plný draků.
- TS3: Midnight Hollow (TS3: Midnight Hollow)
- TS3: Roaring Heights – Město s mrakodrapy v retro stylu s novým prémiovým objektem, starým autem-veteránem, který si můžete opravit, nebo ve zlaté edici je dostupná horská dráha
- TS3: Appalosské pláně: Městečko v malebném údolí s mnohými místy pro zvířecí mazlíčky, jako je například Kočičí prolézačka. Dostupné v dodatku Domácí Mazlíčci.
- TS3: Moonlight Falls: Město plné upírů, vlkodlaků, víl, čarodějnic a dalších bájných bytostí. Dostupné v dodatku Obludárium.
- TS3: Sunset Valley: Základní město v sérii The Sims 3, poklidné rodinné místo.
- TS3: Bridgeport: Máte rádi mrakodrapy, metro, noční kluby a celebrity? Pokud ano, toto město je přímo pro Vás. Dostupné v dodatku Po Setmění.
- TS3: Riverview: Ospalé městečko na březích řeky Simomon. Lze zdarma stáhnout v The Sims 3 Store.
- TS3: Isla Paradiso
- TS3: Oasis Landing: Město Budoucnosti, ve kterém nacházíte nové budovy, objekty a způsob dopravy. Dostupné v dodatku Do Budoucnosti.